# Sava kod Hrušćice sa šljunčarom Rakitje
Das europäische Vogelschutzgebiet Sava kod Hrušćice sa šljunčarom Rakitje (deutsch: Save bei Hrušćica mit der Kiesgrube Rakitje) liegt im Savetal in Kroatien. Das etwa 14,5 km² große Vogelschutzgebiet besteht aus zwei Teilgebieten. Das größerer Teilgebiet liegt östlich von Zagreb und umfasst das Savetal von der Autobahnbrücke der A2 bis zum Dorf Nart Savski mit mehreren Baggerseen. Das kleinere Teilgebiet liegt westlich von Zagreb und umfasst den Baggersee von Rakitje.
Das Gebiet wurde im Jahr 2013 als Vogelschutzgebiet gemeldet.

## Schutzzweck
Folgende Vogelarten sind für das Gebiet gemeldet; Arten, die im Anhang I der Vogelschutzrichtlinie geführt sind, sind mit * gekennzeichnet:
| Bild             | Anhang I | EU Code | Art              | wissenschaftlicher Name |
| ---------------- | -------- | ------- | ---------------- | ----------------------- |
| Flussuferläufer  |          | A168    | Flussuferläufer  | Actitis hypoleucos      |
| Eisvogel         | *        | A229    | Eisvogel         | Alcedo atthis           |
| Neuntöter        | *        | A338    | Neuntöter        | Lanius collurio         |
| Uferschwalbe     |          | A249    | Uferschwalbe     | Riparia riparia         |
| Zwergseeschwalbe | *        | A195    | Zwergseeschwalbe | Sterna albifrons        |
| Flussseeschwalbe | *        | A193    | Flussseeschwalbe | Sterna hirundo          |